# Municipio de Oshawa
El municipio de Oshawa (en inglés: Oshawa Township) es un municipio ubicado en el condado de Nicollet en el estado estadounidense de Minnesota. En el año 2010 tenía una población de 502 habitantes y una densidad poblacional de 6,57 personas por km².

## Geografía
El municipio de Oshawa se encuentra ubicado en las coordenadas 44°18′3″N 94°3′36″O / 44.30083, -94.06000. Según la Oficina del Censo de los Estados Unidos, el municipio tiene una superficie total de 76.45 km², de la cual 75,66 km² corresponden a tierra firme y (1,04 %) 0,8 km² es agua.

## Demografía
Según el censo de 2010, había 502 personas residiendo en el municipio de Oshawa. La densidad de población era de 6,57 hab./km². De los 502 habitantes, el municipio de Oshawa estaba compuesto por el 95,42 % blancos, el 0,8 % eran afroamericanos, el 0,2 % eran amerindios, el 1,39 % eran asiáticos, el 0,2 % eran de otras razas y el 1,99 % eran de una mezcla de razas. Del total de la población el 0,6 % eran hispanos o latinos de cualquier raza.